# The First Cut Is the Deepest (canción)
«The First Cut Is the Deepest» es una canción de 1967 escrita por el cantautor británico Cat Stevens, publicada originalmente por la cantante estadounidense de soul P.P. Arnold en abril de 1967. La propia versión de Stevens apareció originalmente en su álbum New Masters en diciembre de 1967.
La canción ha sido ampliamente grabada y se ha convertido en un sencillo de éxito tanto para el propio Stevens, como para Rod Stewart (1977) y Sheryl Crow (2003), entre otros.

## Versión de Cat Stevens
La letra describe a una persona que se pregunta si es posible volver a amar y cómo hacerlo después de perder su primer amor. "El primer corte" del título se refiere a la primera decepción amorosa. Stevens grabó una primera maqueta de "The First Cut Is the Deepest" en 1965, con la intención de promocionar sus canciones para otros artistas y convertirse en compositor. No grabó su propia interpretación hasta principios de octubre de 1967, con el guitarrista Big Jim Sullivan, que fue incluida en su segundo álbum, New Masters, lanzado en diciembre de 1967. Originalmente había vendido la canción por 30 libras a P. P. Arnold, que fue quien primero grabó y publicó el tema, incluyéndolo en su álbum The First Lady of Immediate, lanzado en abril de 1967.  Durante décadas, también se convirtió en un éxito internacional para Keith Hampshire, Rod Stewart y Sheryl Crow. La canción ganó premios de composición para Stevens, incluidos dos premios de composición ASCAP consecutivos como "Compositor del año" en 2005 y 2006.  La versión de Stevens no se lanzó como sencillo hasta 1972, como parte de la promoción del álbum recopilatorio de Stevens de 1970 , The World of Cat Stevens. 

## Versión P.P. Arnold
La cantante estadounidense P.P. Arnold, afincada en el Reino Unido, tuvo el primer éxito con la canción, alcanzando el puesto 18 en la lista UK Singles Chart  con su versión en mayo de 1967, mucho antes de que apareciera en el álbum de Stevens. Arnold presentó una voz conmovedora y acelerada combinada con clavicémbalo, trompas y cuerdas . Esta versión formó parte de la banda sonora del largometraje de 2012 Seven Psychopaths.
La revista musical estadounidense Record World dijo que "esta chica lo grita y luego lo acaricia con un gran ritmo rockero". 

## Versión de Keith Hampshire
Keith Hampshire tuvo el primer éxito en las listas cuando su grabación se convirtió en número uno en Canadá en 1973, alcanzando la cima de la lista nacional de sencillos RPM 100 el 12 de mayo de ese año. También encabezó la lista canadiense Adult Contemporay y alcanzó un modesto puesto número 70 en la lista Billboard Hot 100 de Estados Unidos.  
 

## Versión de Rod Stewart
Stewart grabó la canción en el Muscle Shoals Sound Studio de Sheffield (Alabama), y fue incluida en su álbum de 1976 A Night on the Town. Fue lanzado originalmente como sencillo en Estados Unidos y en algunos territorios europeos, con doble cara A con "I Don't Want to Talk About It". En el Reino Unido fue un gran éxito y pasó cuatro semanas en el número 1 de la lista UK Singles Chart en mayo de 1977,  en el puesto 11 en abril en Canadá y también alcanzó el puesto 21 en el Billboard Hot 100 en Estados Unidos. A diferencia del original, Stewart excluye la conclusión "But when it comes to being loved, she's first (Pero cuando se trata de ser amada, ella es la primera)" del estribillo. En 1993 grabó una versión en vivo durante una sesión de MTV Unplugged que fue incluida en el álbum Unplugged... and Seated.
La revista musical estadounidense Record World la llamó una "balada de amor, esta vez escrita por Cat Stevens allá por los años sesenta. Esté atento a otro rápido ascenso en las listas". 
 

## Versión de Sheryl Crow
La versión de Sheryl Crow de "The First Cut Is the Deepest", inspirada en la versión de Rod Stewart, es el primer sencillo extraído de su álbum recopilatorio de 2003 The Very Best of Sheryl Crow. Se convirtió en uno de los mayores éxitos de radio de Crow, alcanzando el puesto 14 en el Billboard Hot 100 de Estados Unidos y convirtiéndose en su primer éxito country en solitario entre los 40 primeros tras el éxito de su dueto con Kid Rock, "Picture".  La canción permaneció en el Hot 100 durante 36 semanas y se convirtió en disco de oro, alcanzando también el número 1 en las listas Billboard Adult Contemporary, Adult Top 40 y Triple-A . A nivel internacional, fue un éxito en países como Hungría, Irlanda y Nueva Zelanda.
El vídeo musical de Sheryl Crow de "The First Cut Is the Deepest" fue dirigido por Wayne Isham con la dirección de arte de Andrew Elias.  Filmado en el sur de Estado deUtah, el video muestra a Crow en un desierto rocoso cantando con su guitarra, montando a caballo e interactuando en un ambiente de vaqueros.  El sencillo fue nominado a Mejor Interpretación Vocal Pop Femenina en los Premios Grammy,  perdiendo ante " Sunrise " de Norah Jones.
 